# Joana Llabrés Munar
Joana Llabrés Munar (Inca (Mallorca), 30 de desembre de 1962) és una soprano mallorquina considerada com una de les veus de la música clàssica més privilegiades de Mallorca.
Llicenciada en Història de l'Art per la Universitat de les Illes Balears (1985) Es va iniciar en el món musical amb estudis de flauta travessera i violí. Cursà el grau mitjà de cant al Conservatori professional de música i dansa de les Illes Balears amb Francesca Cuart com a professora. Posteriorment amplià els estudis a Barcelona amb Carmen Bustamante i València amb Ana Luisa Chova.
Va guanyar el primer premi al concurs d'interpretació Frederic Mompou. Té un gran repertori de música antiga i a ofert recitals per Illes Balears, Barcelona, Madrid, València, Bilbao, Santiago de Compostela, Brussel·les, Luxemburg i Brasil.
Ha estat membre del cor de cambra Studium durant molts d'anys,i col·laborat amb grups com la Capella Compostel·lana, Concert de les Arts i Capella de Ministrers. També ha col·laborat com a solista amb orquestres com l'Orquestra Simfònica de les Illes Balears, l'Orquestra Barroca Espanyola, la Camerara Sa Nostra, l'Orquestra Simfònica de València, Orquestra Simfònica del Vallès, Orquestra Illa de Mallorca, Orquestra de Cambra de l'Ampurdà, i Orquesta Barroca de Sevilla. Des de 1996 és professora de cant del Conservatori Professional de les Illes Balears.

## Enregistraments
- Tonos y villancicos de Juan Bautista Comas y Juan Cabanillas (1992)
- Música clásica Peruana (1996)
- Música de cambra de compositors de les Illes Balears (1997)[4]
- Tres cançons per soprano i orquestra del mallorquí Antoni Torrandell
- Àries d'òperes d'Antoni Lliteres
- Stabat Mater & Obstinació de Salvador Brotons[6]